# Керковиус, Людвиг Вильгельм
Людвиг Вильгельм Керковиус (нем. Ludwig Wilhelm Kerkovius; 21 сентября 1831, Рига — 18 июля 1904, там же) — рижский предприниматель немецкого происхождения, политик, меценат, общественный деятель, торговец, входивший в состав Большой гильдии, впоследствии ставший её старейшиной (эльдерменом). С 1890 по 1901 год занимал должность рижского городского головы.

## Семья, образование, карьера
Родился в богатой остзейской семье, был старшим из девяти детей. Его род происходил из Северного Рейна-Вестфалии. В Лифляндии семье принадлежали крупные земельные наделы, но традиционно представители рода Керковиусов занимались меценатской деятельностью. Учился в частной школе Наполеона Асмуса, а позже поступил в обучение на деревообрабатывающее предприятие, которым руководил его отец. В 1871 году стал торговцем Первой гильдии, а через некоторое время возглавил Большую гильдию. Вскоре начался его стремительный рост в иерархии городского управления. В 1873 году был избран членом Рижского рата. В 1874 году был ратманом. В 1878 году после проведения реформы городового управления по образцу городов других губерний Российской империи Керковиус был избран заместителем рижского градоначальника. В 1889 году реформа вступила в решающую фазу — был ликвидирован рижский магистрат, пережиток феодально-аристократического управления. Таким образом, 19 июня 1890 года Л. В. Керковиус был официально избран первым городским главой. Эту должность Л. В. Керковиус успешно занимал до 1901 года. Дом-особняк семьи Керковиусов располагался на бульваре Эдуарда Тотлебена (ныне — бульвар Калпака), дом 4 (напротив Эспланады), в котором сегодня находится одна из библиотек Латвийского университета.

## Достижения на посту градоначальника

### Строительство заводов
В период пребывания Людвига Керковиуса на посту градоначальника в Риге наблюдался промышленный расцвет, в частности, незадолго до вступления Керковиуса в должность начал полноценно функционировать завод «Проводник», одно из самых известных предприятий по производству резиновых изделий мирового уровня. В 1894—1895 году был также основан завод «Феникс» (позже — Рижский вагоностроительный завод). В 1898 году был основан Рижский электротехнический завод «Унион», ставший предшественником завода ВЭФ.

### Дар городской библиотеке
В конце XIX столетия в Риге существенно выросла численность населения, начался строительный бум, появились первые здания (преимущественно доходные дома) в стиле модерн, который перекочевал в Ригу из европейских городов с развитой военно-промышленной инфраструктурой. Увеличился грузооборот рижского порта, который начал постепенно выходить на первые места по объёму внешней торговли и другим параметрам. В этот же период в здании городского совета на Ратушной площади, (там ранее работал магистрат), была основана городская библиотека, где были размещены богатые книжные коллекции из публичной библиотеки, которая была основана ещё после событий Реформации. Известно, что семья Керковиусов также преподнесла в дар рижской библиотеке свою букинистическую коллекцию.

### Поддержка строительства Художественного музея
В 1879 году Людвиг Вильгельм Керковиус решил разместить у себя в особняке два собрания классической живописи (из Рижского политехникума и Первой городской гимназии). В то время Керковиус оказывал всестороннюю поддержку развитию и популяризации визуального искусства. Тем не менее, содержать такую объёмную коллекцию в частном особняке было сложно, поэтому вскоре возник вопрос о строительстве отдельного музея, которое активно поддержал Керковиус, ставший рижским градоначальником. Впоследствии новое, более вместительное здание Художественного музея было построено на территории Эспланады, а его автором стал археолог и архитектор Вильгельм Нейман.

### Поддержка строительства русского театра
На перекрёстке Николаевского и Пушкинского бульваров при Керковиусе началось строительство Второго городского (русского) театра. Сперва при поддержке Л. В. Керковиуса и высокопоставленных губернских чиновников был официально объявлен открытый конкурс, который завершился в 1898 году; на нём были представлены шесть оригинальных работ. Первый приз (и денежную премию размером в 800 золотых рублей) получил рижанин Август Рейнберг, к тому времени постоянно проживавший в Санкт-Петербурге. Официальное начало реализации проекта театра (несколько дополненного профессором Шрётером) — 12 января 1899 года. Закончилось строительство городского русского театра в 1902 году уже в период правления Джорджа Армитстеда.

### Поддержка латышской культуры
Л. В. Керковиус, несмотря на остзейское происхождение, был сторонником либеральных взглядов и оказывал активную поддержу младолатышскому идеологическому движению, ставившему перед собой цель национально-культурного возрождения. Он поддерживал творческие начинания и лингвистические латышской интеллигенции, собиравшейся в доме Рижского латышского общества. В 1893 году он стал почётным членом этого общества. К 1896 году была подготовлена Рижская этнографическая выставка, на которой были представлены образцы в том числе латышского народного творчества.

### Подготовка к празднованию 700-летнего юбилея
Л. В. Керковиус отвечал за подготовительные работы, связанные с празднованием юбилея с момента первого упоминания Риги в письменных исторических свидетельствах. Основные торжества были намечены на 1901 год. В этом же 1901 году Керковиус получил звание почётного гражданина Риги.
После ухода Л. В. Керковиуса с должности градоначальником Риги стал Джордж (Георгий Иванович) Армитстед.